# Carl von Horn
Carl Graf von Horn (16 tháng 2 năm 1847 – 5 tháng 6 năm 1923) là một Thượng tướng và Bộ trưởng Chiến tranh của Bayern từ ngày 4 tháng 4 năm 1905 cho đến ngày 16 tháng 2 năm 1912. Ông sinh ra tại Würzburg và từ trần tại München. Ông là con trai của Thượng tướng Bộ binh Carl FH von Horn và vợ của ông này là Maria Magdalena von Auernheimer. Không lâu sau khi được phong quân hàm Trung úy, von Horn đã tham chiến chống Phổ trong cuộc Chiến tranh Áo-Phổ năm 1866. Về sau này, ông liên minh chiến đấu với quân đội Phổ trong cuộc Chiến tranh Pháp-Đức (1870 – 1871), và được nhận Huân chương Thập tự Sắt hạng nhì vì thành tích của mình trong trận Villepion. Trước khi được bổ nhiệm làm Bộ trưởng, ông mang quân hàm Trung tướng và chỉ huy một sư đoàn tại Regensburg, nơi một con đường đã được đặt tên là Horn (Hornstraße) để vinh danh ông.

## Chú giải và chú thích
1. ↑  Chú ý đến tên gọi của ông: Graf là một tước hiệu, tương đương với Bá tước, chứ không phải là một tên riêng hoặc tên lót. Trước năm 1919, tước hiệu nằm ở phía trước tên riêng. Tước hiệu cũ của những người còn sống sau năm 1919 là thành phần thuộc tên họ, do đó nằm phía sau tên thánh và không thể được dịch. Tước vị tương đương với Nữ Bá tước là Gräfin.
2. ↑  trước năm 1911: Carl Freiherr von Horn
3. ↑  Bavaria - war ministers, appointed on ngày 27 tháng 12 năm 1911.
4. ↑  Horn, Karl Graf von Lưu trữ ngày 20 tháng 2 năm 2012 tại Wayback Machine, House of the Bavarian history (HdBG).
5. ↑  Streets of Regensburg[liên kết hỏng] (German), ngày 5 tháng 11 năm 2008, p. 45 of 102.